# Вища школа мистецтв, дизайну та архітектури Університету Аалто
Вища школа мистецтв, дизайну та архітектури Університету Аалто (Aalto ARTS, фін. Aalto-yliopiston taiteiden ja suunnittelun korkeakoulu, швед. Aalto-universitetets högskola för konst, design och arkitektur, англ. Aalto University School of Arts, Design and Architecture) — провідний навчальний заклад Фінляндії в галузі архітектури, дизайну, аудіовізуальної комунікації, образотворчого мистецтва та естетичної освіти. Навчальний заклад був створений внаслідок злиття факультета архітектури Гельсінського політехнічного інституту та Вищої школи промислового дизайну (фін. Aalto-yliopiston taideteollinen korkeakoulu, TaiK). Сьогодні входить до інноваційного Університету Аалто. Це найбільший профільний ЗВО в Скандинавії.

## Відомі випускники
Тут навчались майже всі вагомі фігури фінського мистецтва, дизайну та кінематографу. Наприклад:
- Тапіо Вірккала — фінський дизайнер та скульптор, ключова фігура у повоєнному скандинавському дизайні. Характерною рисою його робіт є тонка творча імітація ефектів танучого льоду. Це можна помітити на прикладі його дизайну пляшки для горілки «Finlandia» («Фінляндія») [1] та серії скляного посуду «Ултіма Туле» (Ultima Thule) для компанії «Iittala».
- Кай Франк — фінський дизайнер, професор мистецтв та одна з провідних фігур скандинавського дизайну. Його стиль відзначається суворою геометричністю, лаконізмом і продуманими колірними рішеннями. Був одним із перших у дизайнерському середовищі, хто виступив за утилізацію відходів та мінімізацію споживання.
- Тімо Сарпанева — знаменитий фінський дизайнер та скульптор, один із провідних майстрів фінського промислового дизайну. Вироби Сарпанева входять до золотого фонду національної школи дизайну та лежать в основі репутації Фінляндії як одного з лідерів у галузі художнього оформлення побуту. Його діяльність була тісно пов'язана з компанією «Iittala», для якої він розробив логотип (біла мала літера i на фоні червоного кола).
- Елієль Саарінен — всесвітньо відомий фінський архітектор і дизайнер, основоположник стилю модерн у фінській архітектурі. Батько відомого архітектора Ееро Саарінена.
- Ренні Гарлін — фінський та американський кінорежисер, сценарист, актор, продюсер.[2]
- Алвар Аалто — фінський урбаністичний архітектор та дизайнер, яскравий представник скандинавського дизайну. Також вважається одним із основоположників інтернаціонального стилю. На його честь і названо сучасний об'єднаний університет.

## Освіта
Можна здобути такі звання:
- бакалавр наук в галузі технологій, архітектури
- бакалавр мистецтв
- магістр мистецтв
- доктора мистецтвознавства